# ニーシャープール
ネイシャーブール（ペルシア語: نیشابور、発音 [niːʃɒːˈpuːɾ] ( 音声ファイル)、英語: Neishaboor）は、イラン北東部のラザヴィー・ホラーサーン州の都市。人口は270,972人（2006年時点）。

## 地理
「ホラーサーンの屋根」であるアルボルズ山脈の一部を構成している肥沃なビーナールード山脈（ペルシア語: کوه بینالود - Kūh Binalud）の麓に位置し、州都マシュハドに近い。

## 産業
穀物、綿花栽培が盛んでホラーサーン地方第二の産業都市であるが、アフガニスタンからの麻薬の密売で荒廃も見られる。

## 歴史
ネイシャーブールは地中海やアナトリアと中国を結ぶシルクロードに位置しており、戦略的に重要な町でイラン高原と中央アジアを分ける境界であった。
町は3世紀、サーサーン朝のシャープール1世によって創建され、その名が付けられた。近くに豊富なトルコ石を産する鉱山がアリ・メリサイ山（mount ali mersai）にあった。その後、一時期衰退するが、9世紀にターヒル朝がこの地に生まれるとニーシャプールはその都となり、バグダードやカイロに比肩するほど盛隆し、ヨーロッパに輸出する陶磁器の生産で再び重要な町に返り咲いた。
セルジューク朝の祖であるトゥグリル・ベグは1037年、この地に宮殿を造営し、ここでスルターンを名乗った。1221年、チンギス・カンの娘婿がこの地で殺されると、モンゴル帝国はこの地を破壊、住民を虐殺した。陶芸の窯も失われた。
詩人ウマル・ハイヤームはネイシャーブールで生まれ、郊外に葬られている。12世紀の詩人ファリード・アド＝ディーン・アッタールの廟もある。
1986年と1997年に地震に見舞われた。

## 姉妹都市
ネイシャーブールは9つの都市と姉妹都市協定を結んでいる。
- Khoy、イラン
- コンヤ、トルコ
- ガズニー、アフガニスタン
- カーシャーン、イラン
- バスターム、イラン
- マラーゲ、イラン
- エスファハーン、イラン
- シャールード、イラン
- トゥールーズ、フランス